# Tokyo Kōsei Nenkin Kaikan

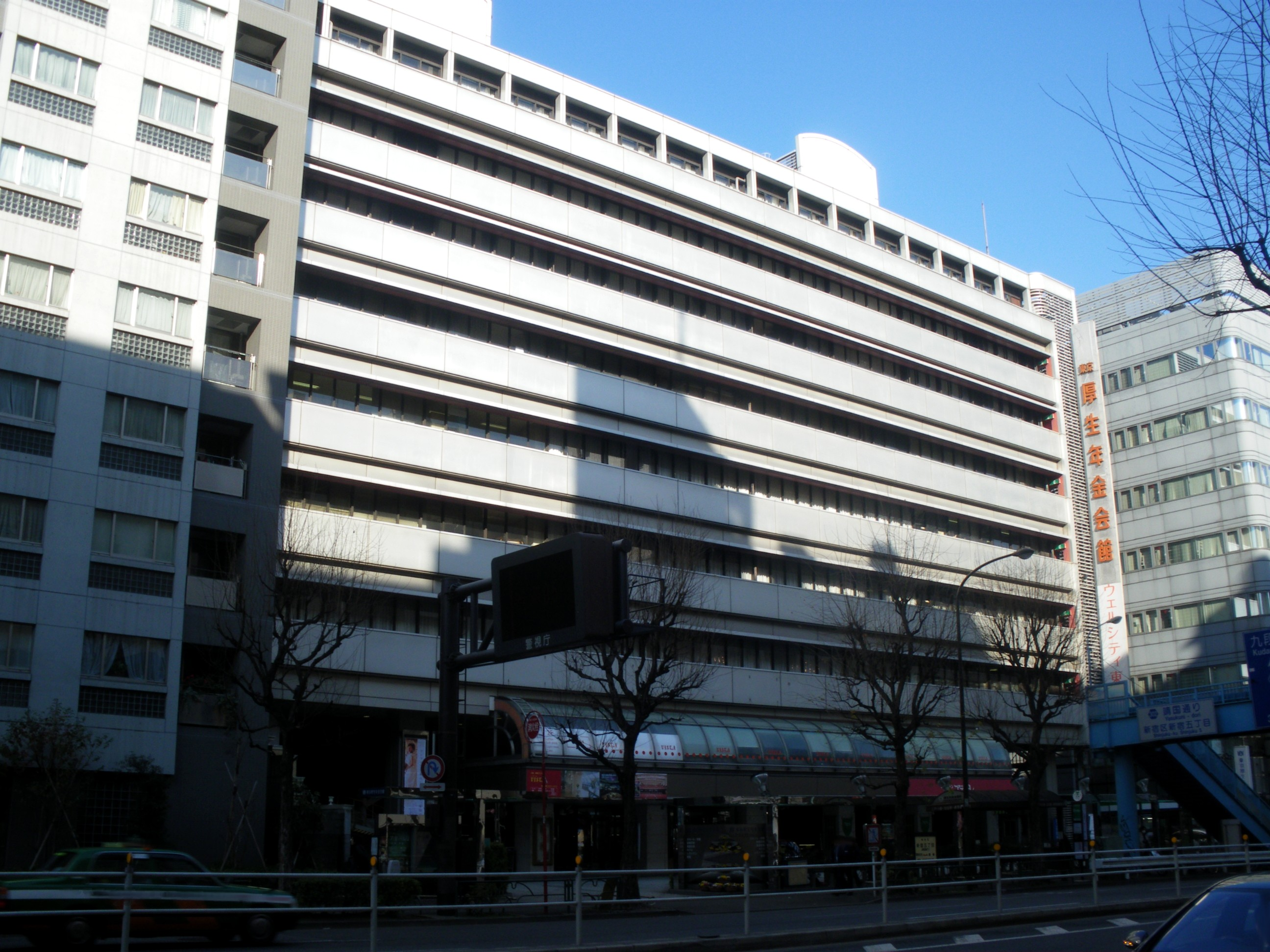
La Tokyo Kōsei Nenkin Kaikan nel 2009

La Tokyo Kōsei Nenkin Kaikan, chiamata anche Wel City Tokyo, è stata una sala da concerto situata nel quartiere di Shinjuku, Tokyo, in Giappone.
Inaugurata nell'aprile del 1961, l'arena ha chiuso i battenti il 31 marzo 2010.